# Lilian Belmont
Pour les articles homonymes, voir Belmont.
Lilian Belmont (née le 19 octobre 1894 à Vienne, morte après 1959) est une scénariste et journaliste critique de cinéma autrichienne.

## Biographie
Elle est la fille de l'officier du consulat américain Harry Belmont et de l'Autrichienne Hermine Schmid. Elle grandit à Vienne, est élève de l'académie de théâtre et commence sa carrière artistique en tant qu'actrice de théâtre sur les scènes locales (y compris à Bielitz pendant la dernière saison de guerre de 1918-1919 et à Salzbourg au début des années 1920). Lilian Belmont se tourne alors vers l'écriture et devient rédactrice indépendante. Pendant un certain temps, elle a sa propre entreprise, le distributeur de presse littéraire L. H. Belmont.
Elle est l'épouse du scénariste Fritz Koselka, le couple forme une équipe à la fin de la Seconde Guerre mondiale et commence à écrire des scénarios de films, d'abord pour Bavaria Film et Wien-Film. Après 1945, Lilian Belmont poursuit cette activité commune pendant quelques années dans l'Autriche renaissante et, en collaboration avec Franz Antel, crée Hallo Dienstmann, avant de quitter l'industrie cinématographique en 1953 et travaille dès lors comme journaliste de cinéma.

## Filmographie
- 1944 : Ich bitte um Vollmacht
- 1945 : Wie ein Dieb in der Nacht
- 1948 : Alles Lüge (de)
- 1949 : Kleine Melodie aus Wien (de) (idée)
- 1950 : Jetzt schlägt's 13
- 1951 : Tanz ins Glück
- 1951 : Hallo Dienstmann
- 1952 : Der Mann in der Wanne
- 1953 : Irene in Nöten (de)